# Гишовец
Гишовец (пол. Giszowiec) — один из 22 районов города Катовице. Занимает площадь 12,3 км². Население 18 800 человек (на 2002 год).

## География

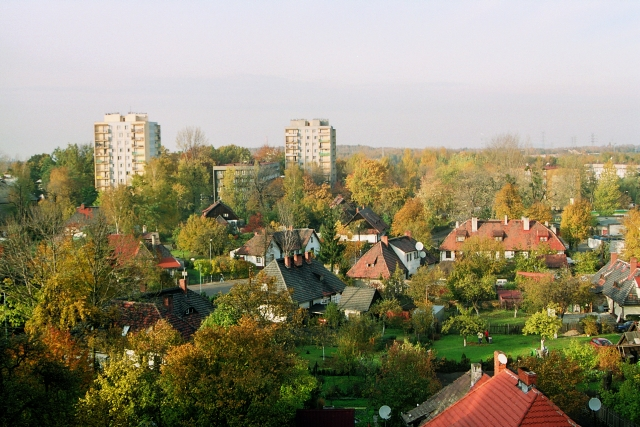
Гишовец

Район занимает площадь 12,3 км², географические координаты района — 50°14' N, 19°04' O. Находится в 7 км от центра города.
Границы района на севере проходят недалеко от автомагистрали А4, на западе недалеко от Европейского маршрута Е75, на юге и востоке граничит с городом Мысловице. Район расположен несколько обособленно от остальных районов Катовице. Соседними городскими районами являются Мурцкий район на юго-западе, Янув и Никишовец на севере.